# Linia kolejowa Puyoô – Dax
Linia kolejowa Puyoô – Dax – linia kolejowa we Francji, łącząca Puyoô i Dax. Linia jest łącznikiem pomiędzy dwiema ważnymi liniami kolejowymi: Bordeaux – Irun i Tuluza – Bajonna. Została otwarta w 1864 roku.